# Ajuntament de Campos
L'Ajuntament de Campos, anomenat Casa de la Vila és l'edifici seu del govern municipal de la població de Campos, Mallorca.
És un edifici que fa cap de cantó amb la plaça Major i el carrer de Plaça, i està construït majoritàriament amb la tècnica de pedra en verd i de carreus de marès per filades amb coberta de teulada cap al frontis i terrat en el segon aiguavés. En el lateral sud-oest presenta una torre de defensa, torre de Can Cos, integrada en l'estructura de la casa consistorial. Únicament són visibles les façanes sud i oest, ja que les altres dues cares romanen entre mitgeres.
La façana principal té tres cossos amb la torre de defensa a la cantonada. Les obertures estan disposades de manera asimètrica i sense relació entre els cossos. Al primer cos hi ha una gran obertura en porxo al que s'entra a través de dos arcs rebaixats units per un pilar rectangular i tres portalets de mig punt adovellats. Al segon cos hi ha quatre vans, dues finestres i dos balcons. Ha desaparegut un rellotge de sol, però manté l'escut de la vila de Campos on hi ha la data de 1642. El tercer cos és un porxo tancat amb finestrals. La façana es tanca amb una cornisa amb mènsules. A la façana lateral hi ha una finestra conopial estilitzada adscrivible estilísticament als segles xvi i xvii.
L'interior està organitzat en planta en "L" i alçat de tres pisos. El cos de la planta baixa està definit per dues crugies. La del primer aiguavés és oberta en un tram per una arcada ansa-paner suportada per un pilar de secció quadrangular, mentre que la resta és tancada per paraments. En la paret de càrrega mitgera s'obre un arc ansa-paner. El sostre és de volta d'aresta, amb dovella central en el darrer tram representant l'escut de Campos dins una orla amb motius geomètrics; dividit per una escala de cinc trams a escaire, paviment d'emmacat en el porxo i rajola de gres en la resta de dependències. El segon aiguavés està definit per una escala de dos trams a escaire, oficines i dependències de serveis, sostre de cel-ras i paviment de peces de marbre. La segona planta està definida per oficines i despatxos amb sostre de cel-ras i paviment de peces de marbre. En la paret mitgera de càrrega s'obre un arc escarser. La tercera planta també és compartimentada per oficines i despatxos, amb sostre de cel-ras i paviment de rajoles de gres.

## Torre de defensa
La torre de defensa és del segle xvi, i és anomenada Torre de Can Cos, perquè a l'interior albergava una fonda que rebia aquest nom. Fou construïda majoritàriament amb la tècnica de pedra en verd amb coberta de terrat. Està situada a la cantonada de les dues façanes visibles de l'Ajuntament. Té una finestra que es va obrir als anys 90 del segle xx. Actualment només queden les parets exteriors, dels vans originals només queda una espitllera en la zona inferior i una finestra oberta a la Plaça Major. L'interior de les tres plantes ha perdut la compartimentació espacial original, en tant que els sostres de les dues plantes de la casa consistorial la travessen i es sustenten en les seves parets. Únicament conserva en la planta el sostre de volta d'aresta.